# Dipartimento di Bonon
Il dipartimento di Bonon è un dipartimento della Costa d'Avorio situato nella regione di Marahoué, distretto di Sassandra-Marahoué.
La popolazione censita nel 2021 era pari a 116.871 abitanti.
Il dipartimento è suddiviso nelle sottoprefetture di Bonon e Zaguiéta.